# Rio Frăsinet (Răstoliţa)
O Rio Frăsinet é um rio da Romênia, afluente do Bradu, localizado no distrito de Mureş.